# Kepler-36 b
Kepler-36 b è un esopianeta in orbita attorno alla stella Kepler-36.  Questo pianeta ha la congiunzione più vicina a Kepler-36 c ogni 97 giorni. La sua densità è simile a quella del ferro.
Durante il loro approccio più ravvicinato, Kepler-36 b e Kepler-36 c si trovano a soli 0,013 UA (circa 1.900.000 km) l'uno dall'altro, il che causa variazioni estreme di temporizzazione del transito per entrambi i pianeti. Le variazioni di tempo di transito causate da Kepler-36 c sono abbastanza forti da mettere vincoli ristretti sulla massa di Kepler-36 b.  La vicinanza del pianeta alla sua stella ospite combinata con la sua massa relativamente bassa ha fatto sì che il pianeta perdesse tutto o la maggior parte del suo involucro primordiale idrogeno/elio.